# Francisco I de Médici

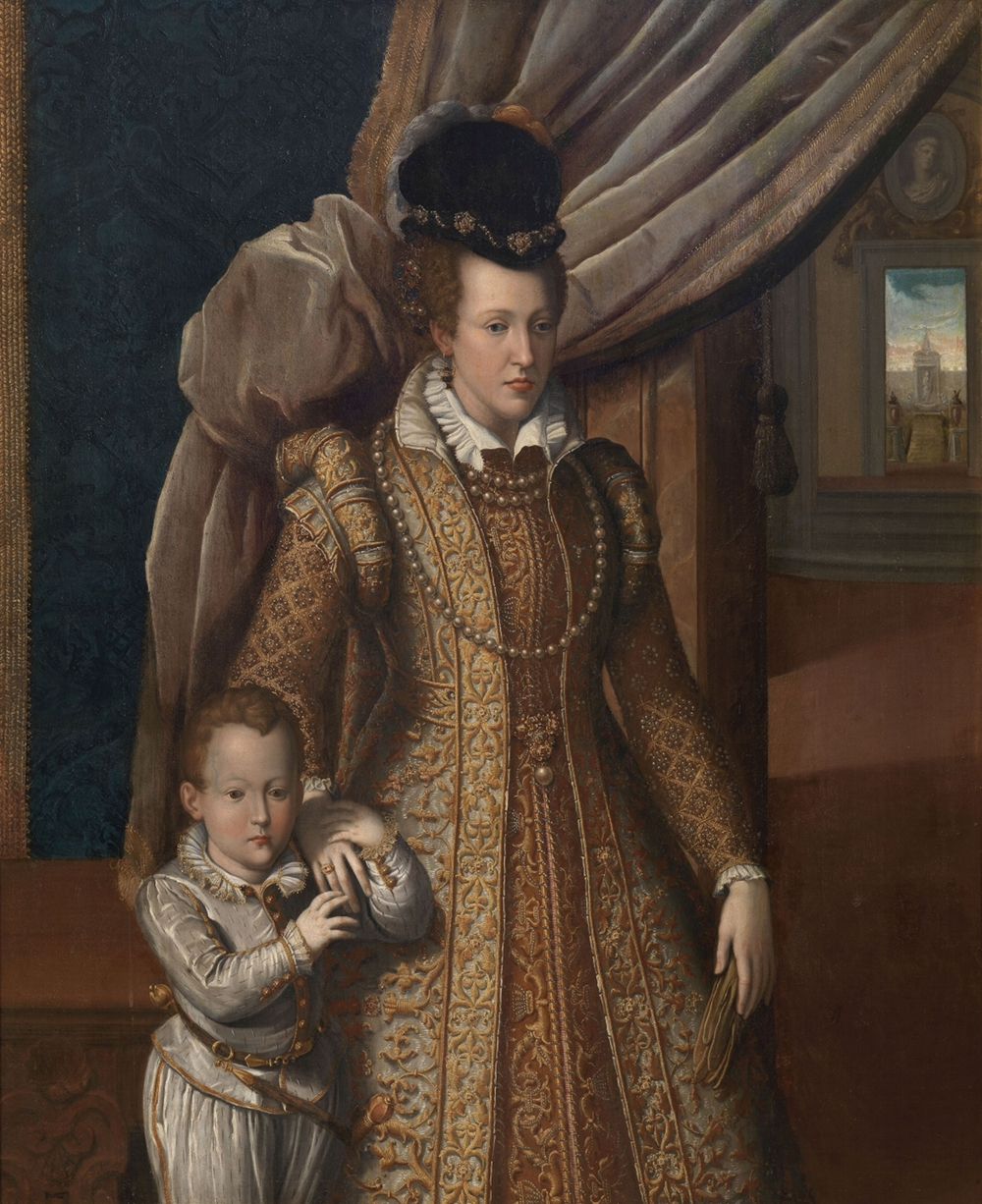
Juana de Austria, primera esposa de Francisco I de Médici, con su único hijo varón Felipe de Medici.

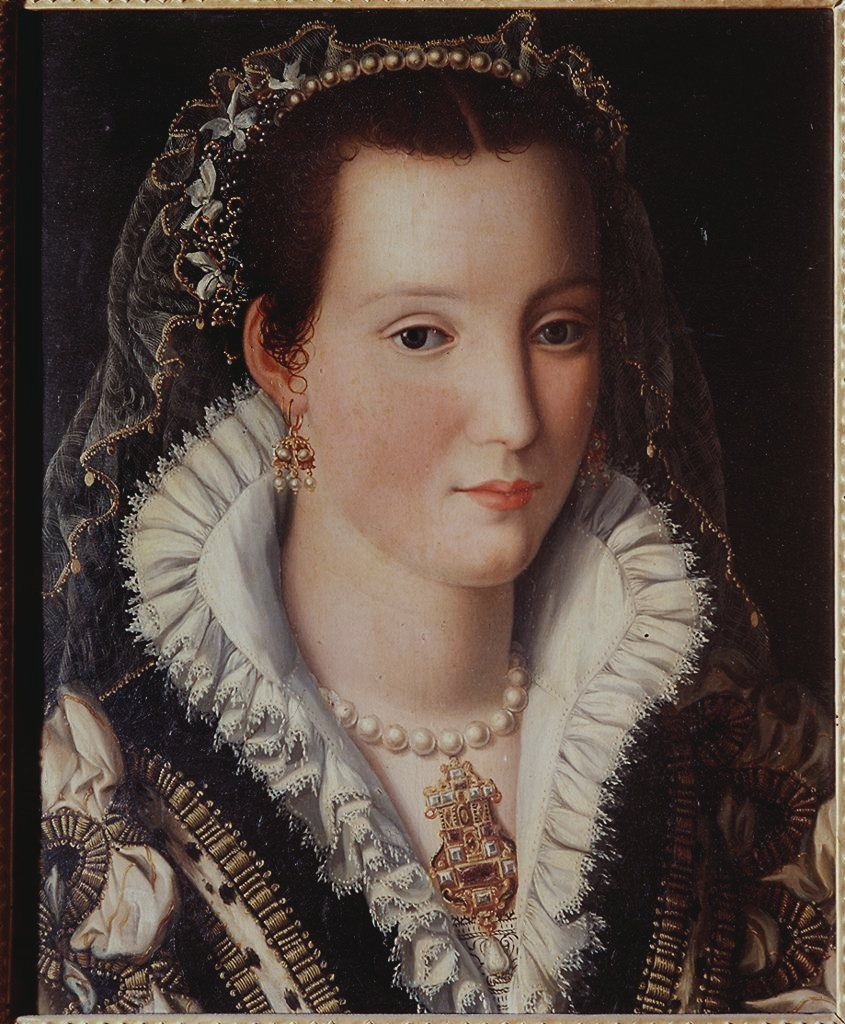
Bianca Cappello, segunda esposa de Francisco de Médici.

Francisco I de Médici (Florencia, 25 de marzo de 1541-Florencia, 19 de octubre de 1587), II gran duque de Toscana, de 1574 a 1587, fue el hijo mayor de Cosme I de Médici, II duque de Florencia y de su esposa Leonor Álvarez de Toledo, hija del virrey de Nápoles Pedro Álvarez de Toledo y Zúñiga.

## Primer matrimonio y descendencia
El 18 de diciembre de 1565, se casó con Juana de Habsburgo-Jagellón (1547–1578), archiduquesa de Austria,  la menor de los quince hijos del emperador Fernando I de Habsburgo y de Ana Jagellón de Hungría y Bohemia y hermana del futuro emperador Maximiliano II de Habsburgo. De esta unión nacieron:

### Descendencia
- Leonor de Médici (1566-1611), casada en 1584 con su primo, duque de Mantua y de Rethel Vicente I Gonzaga de Mantua (1562-1612);
- Romola de Medici (¿?-1568);
- Ana de Médici (1569-1584);
- Isabel de Médici (1571-1572);
- Lucrecia de Medici (1572-1574);
- María de Médici (1575-1642), casada en 1600 con el rey Enrique IV de Francia (1553-1610);
- Felipe de Médici (1577-1582), heredero, muerto muy joven;
- Juana de Médici (1578-1583).

Con Bianca Cappello tuvo un hijo extramatrimonial
- Antonio de Médici (1576-1621)

## Segundo matrimonio y mecenazgo
Al morir su esposa Juana, en 1578, se casó con su amante Bianca Cappello, viuda de un escribiente asesinado seis años antes. 
Adoptó a la hija del primer matrimonio de Bianca, Pellegrina y a su hijo Antonio, nacido en 1576, de quien se aseguró después que ella había adoptado antes, para hacerlo pasar heredero del duque. 
Francisco y Bianca fallecieron el mismo día, por lo que desde entonces se ha discutido si fueron envenenados o fueron víctimas de malaria o alguna otra enfermedad contagiosa. Recientes investigaciones forenses de científicos italianos han avalado la hipótesis del envenenamiento.
Poco interesado en la política, Francisco se dedicó más a las ciencias, a la investigación, a la alquimia, a la arquitectura y a la decoración.
Inició la construcción de un estudio de cuadros y oficios, a la que llamó «studiolo». Realizado de 1570 a 1572 bajo la dirección de Giorgio Vasari y según el proyecto de Vincenzo Borghini, este pequeño museo de estudio típicamente manierista lo llenó con sus obras preferidas en el interior del Palazzo Vecchio de Florencia. Era un símbolo esotérico de los cuatro elementos: el arte, la naturaleza, el tiempo y el hombre. 
Amplió y embelleció la Villa Médici a fin de guardar allí su espléndida colección de esculturas clásicas, antes de ser trasladadas a la Galería de los Oficios.
Por no disponer de descendencia masculina, al morir fue sucedido por su hermano menor, Fernando I de Médici, III gran duque de Toscana.

## Ascendencia
| Francisco I de Médici | Padre: Cosme I de Médici        | Abuelo paterno: Juan de Médici                   | Bisabuelo paterno: Giovanni de Médici                    |
| Francisco I de Médici | Padre: Cosme I de Médici        | Abuelo paterno: Juan de Médici                   | Bisabuela paterna: Caterina Sforza                       |
| Francisco I de Médici | Padre: Cosme I de Médici        | Abuela paterna: María Salviati                   | Bisabuelo paterno: Jacobo Salviati                       |
| Francisco I de Médici | Padre: Cosme I de Médici        | Abuela paterna: María Salviati                   | Bisabuela paterna: Lucrecia de Médici                    |
| Francisco I de Médici | Madre: Leonor Álvarez de Toledo | Abuelo materno: Pedro Álvarez de Toledo y Zúñiga | Bisabuelo materno: Fadrique Álvarez de Toledo y Enríquez |
| Francisco I de Médici | Madre: Leonor Álvarez de Toledo | Abuelo materno: Pedro Álvarez de Toledo y Zúñiga | Bisabuela materna: Isabel de Zúñiga                      |
| Francisco I de Médici | Madre: Leonor Álvarez de Toledo | Abuela materna: María Osorio Pimentel            | Bisabuelo materno: Luis Pimentel y Pacheco               |
| Francisco I de Médici | Madre: Leonor Álvarez de Toledo | Abuela materna: María Osorio Pimentel            | Bisabuela materna: Juana Osorio                          |